# Colegio Mayor Santa Cruz

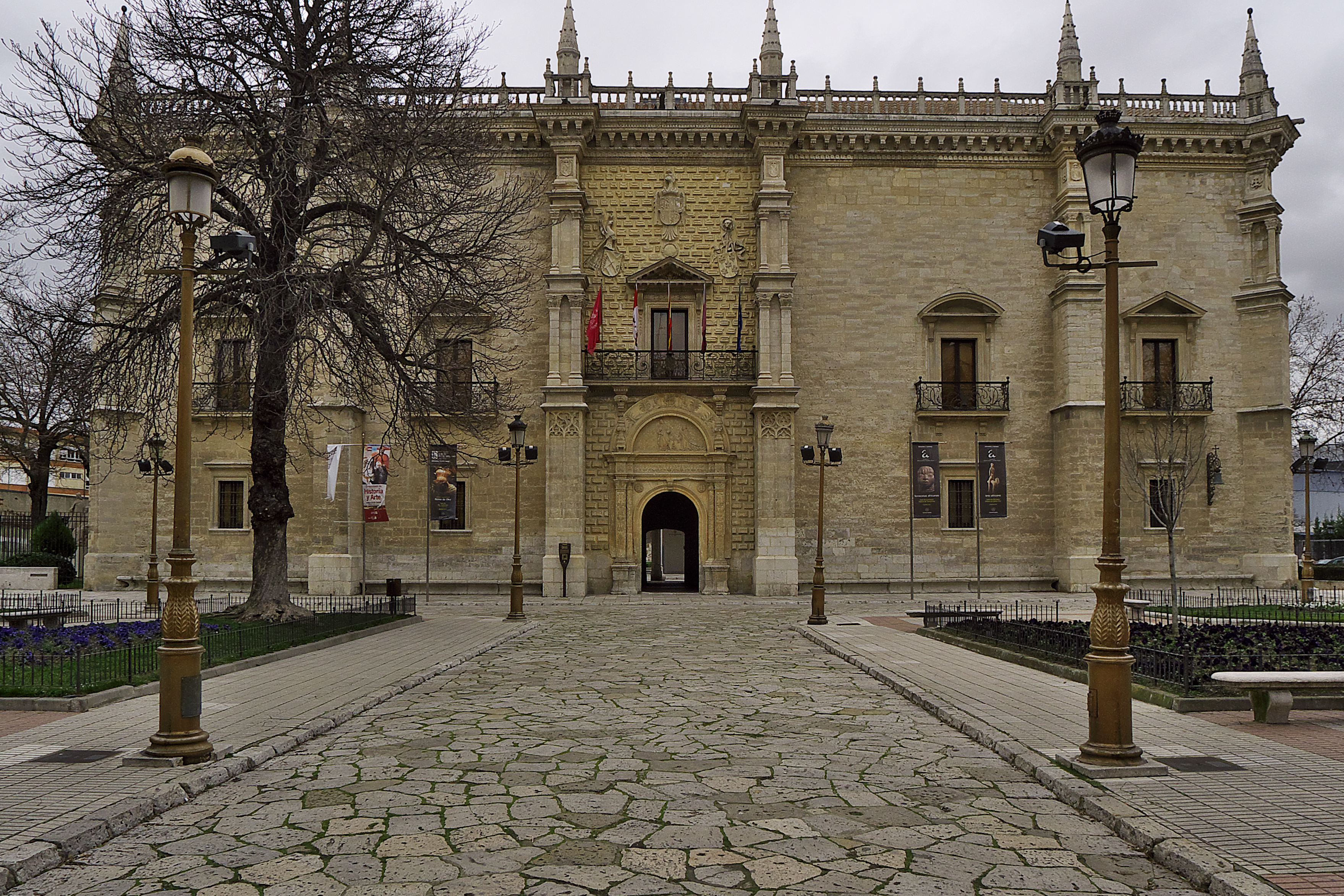
Fachada principal

El Colegio Mayor Santa Cruz es un colegio mayor ubicado en Valladolid (España).
Se trata de una de las instituciones universitarias más antiguas y la segunda de su tipo en España. Fundado por el cardenal Pedro González de Mendoza en tiempos de los Reyes Católicos a semejanza del Colegio Mayor de San Bartolomé de Salamanca, su antiguo edificio histórico se conoce como Palacio de Santa Cruz, sede del Rectorado de la Universidad de Valladolid en la actualidad. Durante toda la Edad Moderna (siglos XVI, XVII y XVIII) fue un centro de formación de élites político-administrativas: en el Colegio Santa Cruz se alojaban los hijos de familias influyentes que estudiaban en la Universidad de Valladolid para acceder después a los puestos clave de la burocracia de los Austrias.
La antigua institución decayó a causa de las reformas universitarias y administrativas de los últimos Borbones (final del siglo XVIII), que dieron primacía a la capacidad académica y profesional frente al ascenso mediante contactos entre unas pocas familias bien situadas. El Colegio Mayor Santa Cruz desapareció con las primeras desamortizaciones del Estado liberal del siglo XIX.
En la década de 1940 la Universidad procedió a la refundación del Colegio Mayor en el edificio de la Hospedería de Antiguos Colegiales aneja al Palacio de Santa Cruz, para ofrecer un alojamiento con clara vocación cultural a estudiantes de fuera de Valladolid y a visitantes ilustres; en 1981 se inauguró su rama femenina en el edificio donde antes se ubicaba la Escuela Universitaria de Enfermería.

## La fundación del Colegio en el siglo XV

### La idea
Pedro González de Mendoza, primado de España y colaborador de los Reyes Católicos, deseaba continuar la labor de protección de los grandes prelados españoles sobre las universidades, iniciada por Gil Álvarez de Albornoz y Diego de Anaya, quienes fundaron respectivamente el Real Colegio de España de Bolonia mediados del siglo XIV y el Colegio Mayor de San Bartolomé de Salamanca a principios del siglo XV. El objetivo del cardenal Mendoza era seguir este modelo del Colegio Mayor para promocionar a aquellos estudiantes con altas capacidades pero sin recursos, que recibirían alojamiento y formación adicional en un recinto cerrado regido por un sistema conventual. Después de graduarse, los licenciados y doctores podrían servir a la Corona, la Iglesia o la Universidad en una etapa en que las tres instituciones necesitaban la incorporación de mucho personal cualificado para completar su evolución hacia la Edad Moderna.
Durante una temporada Mendoza estuvo indeciso sobre la elección de la sede universitaria en la que establecería su Colegio Mayor; finalmente se decidió por la capital pucelana debido a su condición de abad de la Colegiata de Santa María, y probablemente también porque uno de sus hijos había nacido y estudiaba en Valladolid. Al tratarse de una institución del ámbito universitario, el Papa debía dar licencia para su fundación, lo que se llevó a cabo mediante una bula de Sixto IV de 29 de mayo de 1479. El apelativo "de la Santa Cruz" del Colegio Mayor fue elegido por corresponder con la advocación cardenalicia de Mendoza.

### Los primeros pasos

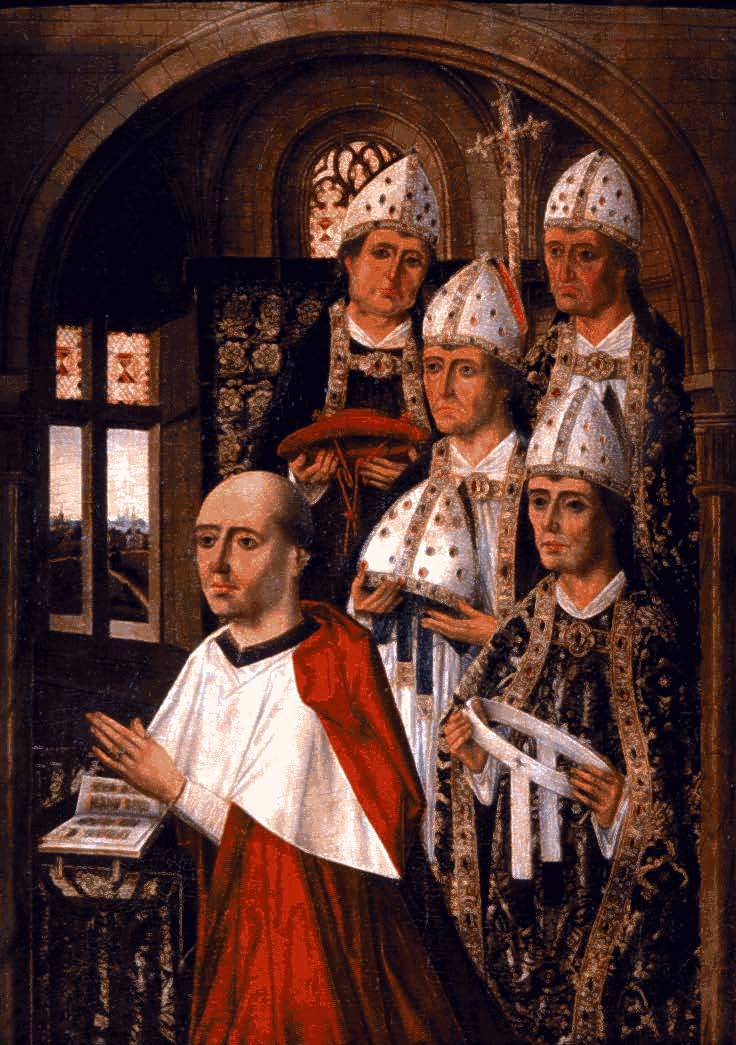
Retrato de Pedro González de Mendoza por el Maestro de los Luna, Ayuntamiento de Guadalajara.

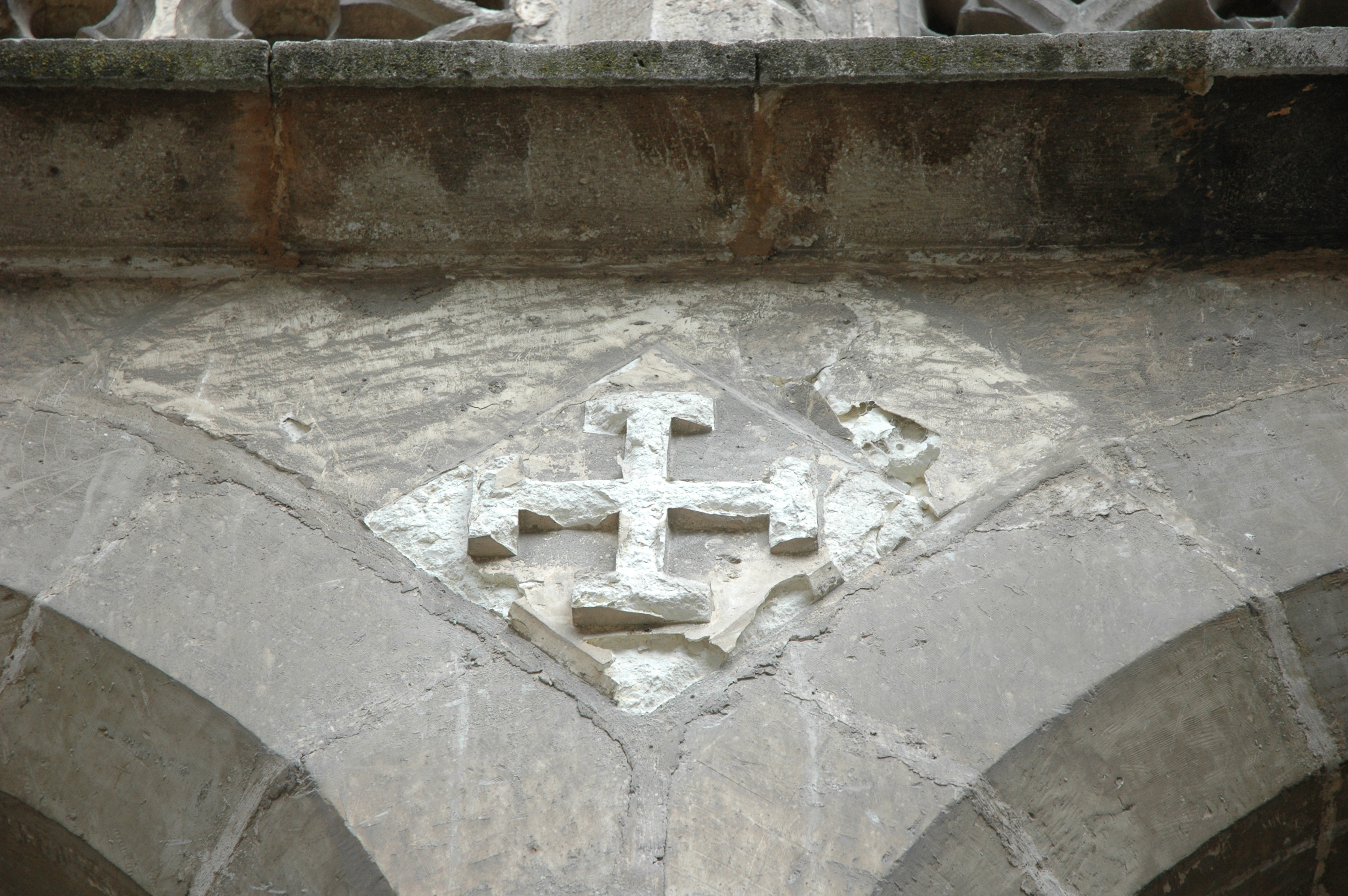
La cruz potenzada, emblema del Colegio.

En septiembre de 1483 Juan de Foncea, representante del cardenal, firmó con la Universidad y con el Concejo de Valladolid unas capitulaciones en las que se establecían para el Colegio los fuertes privilegios que llevaban a la autonomía jurídica y a la independencia económica de la institución, y al predominio de los futuros colegiales sobre el resto de los estudiantes. El Concejo de la villa aceptó las capitulaciones con entusiasmo, en la idea de equipararse con Salamanca; pero la Universidad las contempló siempre como una fuente de desigualdades e injerencias.
El cardenal Mendoza firmó en Vitoria el 21 de noviembre de 1483 la carta fundacional del Colegio Mayor, e inmediatamente adquirió unas casas en la antigua calle de San Esteban para alojamiento provisional y unos terrenos entre las calles de la Librería y de San Juan; en estos últimos hizo despejar una plaza, que actualmente llamamos de Santa Cruz, y construyó entre 1486 y 1492 el edificio que hoy es el Palacio sede del Rectorado y del Museo de la Universidad.
Pedro González de Mendoza dotó económicamente al Colegio Mayor con unas rentas iniciales que, a lo largo de los siglos siguientes, fueron incrementándose gracias a las donaciones y mandas testamentarias con que los antiguos colegiales reconocían su agradecimiento hacia la institución. Pero el deseo de independencia económica para el Santa Cruz no impidió al cardenal mantener el control real sobre el Colegio, mediante la elección de los 20 primeros colegiales. Todos eran universitarios de Salamanca y de la clientela de los Mendoza; y muchos habían pertenecido al Mayor de San Bartolomé. Don Pedro no dejó sitio al fracaso de su reciente fundación, ya que eligió para el equipo directivo del Colegio a tres expertos de plena confianza: Juan de Marquina, antiguo Rector del San Bartolomé de Salamanca; Diego de Muros, su propio secretario; y Juan de Foncea, su representante ante el Concejo y la Universidad de Valladolid. La vida de la comunidad colegial se inició el 24 de febrero de 1484.

## La organización del Colegio en la Edad Moderna

### Las Constituciones y las becas

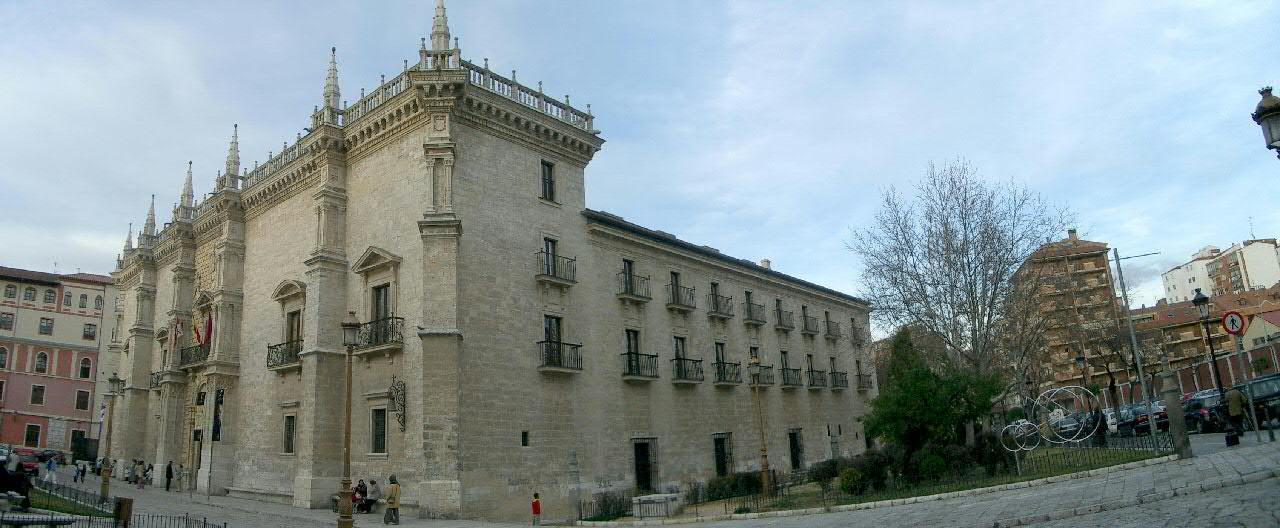
Fachada del Palacio de Santa Cruz en la plaza del mismo nombre.

El funcionamiento del palacio de Santa Cruz  (lo que antes era un colegio) estaba en principio regulado por unas Constituciones o normas fundamentales aprobadas en 1494, meses antes de la muerte del cardenal; hasta entonces se habían aplicado provisionalmente los reglamentos del San Bartolomé de Salamanca. Los 93 artículos de las Constituciones establecen los fundamentos de la vida colegial, que en general se caracteriza por la inspiración en la vida de los conventos y por la autogestión garantizada a través de su independencia económica de cualquier otra institución. Se señalaban las condiciones de ingreso, de permanencia y de vida común de los colegiales; aunque con el paso del tiempo los colegiales aprobaron unos Estatutos complementarios para casos no previstos en las Constituciones o para mitigar el rigor inicial de éstas (lo que a largo plazo adulteró el espíritu inicial de la fundación).
El Colegio de la Santa Cruz tenía un número variable de plazas, en principio 27, que recibían el nombre de "becas" por la banda de paño rojo característica del uniforme de los colegiales. Había un número determinado de puestos para cada materia impartida en la Universidad, y cuando quedaba libre una beca, se anunciaba la vacante y los propios colegiales procedían a un riguroso análisis de las condiciones de cada aspirante. Se exigía una edad mínima (21 años), celibato, renta familiar, no coincidencia de parentesco o procedencia geográfica con alguno de los colegiales y superación de ciertos grados académicos (era imprescindible tener el título de bachiller). Pero los severos requisitos de acceso se fueron modificando con el tiempo, permitiendo el ingreso de personas que no cumplieran alguno de ellos, con la aquiescencia de los colegiales.
A pesar de no figurar en las Constituciones, en todo momento el Colegio Mayor investigó y exigió la limpieza de sangre de los aspirantes. Esta institucionalización de la segregación hacia los judíos es una de las más tempranas de la Universidad española, y corresponde a una actitud que va calando con fuerza en la sociedad de los siglos XV y XVI.

### Los cargos colegiales

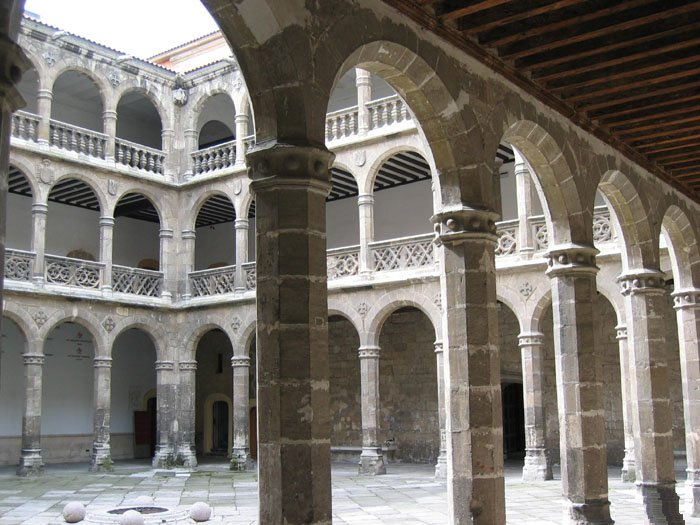
Patio del Palacio de Santa Cruz.

El gobierno de la institución estaba en manos de un Rector (máxima autoridad) y tres Consiliarios, elegidos anualmente por los colegiales reunidos en asamblea o "Capilla"; dada la importancia que para la independencia colegial tenía la buena administración económica, una de sus funciones más importantes era custodiar las cuatro llaves del arca donde se guardaba el dinero y, en definitiva, manejar las rentas. La última palabra en casi todas las cuestiones correspondía a la Capilla, en cuyas votaciones sólo podían participar los colegiales antiguos (con más de tres años en el Colegio). La dotación económica del Colegio había sido establecida por el fundador y fue ampliada por beneficios posteriores y donaciones ocasionales. El Colegio disfrutaba de rentas fijas procedentes de beneficios en poblaciones de los arzobispados de Sevilla y Toledo y los obispados de Sigüenza, León y Ciudad Rodrigo.
Para las necesidades específicas de ciertos servicios del Colegio se nombraba a otros colegiales, y así el preceptor instruía a los nuevos, el portero regulaba los horarios de acceso y las visitas, el estacionario velaba por el buen funcionamiento de la biblioteca, el procurador económico intervenía en la gestión de los bienes junto al perceptor (encargado de los ingresos), y el despensero cuidaba del abastecimiento y la alimentación. Pese a la independencia del Colegio para administrar sus asuntos, el Cabildo de Valladolid tenía autoridad para visitar el Colegio de la Santa Cruz y vigilar su buen funcionamiento. El Colegio contaba con un equipo auxiliar para tareas materiales compuesto por residentes que no disfrutaban de la titularidad de una beca. Eran los llamados "familiares", que a cambio recibían ayuda para costearse los estudios y la manutención.
El cardenal Mendoza orientó la vida colegial hacia el espíritu propio de un convento, en un ambiente por sí mismo religioso (dado que el estatus del estudiante universitario se asimilaba al del clero). Los colegiales capellanes se encargaban de la misa y de la dirección de los rezos diarios; se exigía el celibato y se procuraba que los colegiales guardaran castidad. Cada becario recibía la ropa propia de Santa Cruz y tenía una habitación individual; las dos comidas habituales de la época se realizaban en común. Además imperaba un ambiente de estudio pues, aparte de las clases universitarias, los colegiales recibían formación suplementaria (lecciones en el Aula Triste, uso de la biblioteca); hablaban entre ellos sólo en latín, y ensayaban públicamente exposiciones y pruebas académicas. Estas condiciones favorecieron el éxito de los colegiales en los exámenes de graduación y de acceso a las cátedras. Al igual que en los conventos, eran habituales los días festivos, pues a los habituales de la Iglesia, de Valladolid y de la Universidad se unían las propias del Colegio; se celebraban con misa y comida extraordinaria y, en el caso de festejar los éxitos académicos o profesionales de un colegial, con corridas de toros.

## La etapa de esplendor y la desviación de la vida colegial
Los Colegios Mayores de la Corona de Castilla experimentaron una evolución peculiar durante la Edad Moderna que alteró los principios de sus fundaciones. El espíritu elitista y la vida en común forjaron en Santa Cruz y en los demás Colegios una de las características más importantes para comprender su funcionamiento y su trascendencia histórica: el establecimiento de vínculos profesionales y personales entre los Colegiales, que resultaban muy útiles para su futuro. Los colegiales a nivel personal y como colectivo defendieron una serie de privilegios que su condición les proporcionaba, pero también un honor muy apreciado. Y con su preparación superior accedían más fácilmente que los demás universitarios a los puestos elevados de la administración y la Iglesia, lo que unido al sentimiento particular de solidaridad privilegiada hizo que acabaran formando una especie de corporación profesional y familiar de gran peso en lo político, lo social y lo universitario. El acceso a una beca se convirtió en algo codiciado y cada vez más restringido, mientras que a nivel interno se relajaba el rigor inicial de las Constituciones del cardenal Mendoza.
Una de las primeras desviaciones que experimentó el Colegio de la Santa Cruz fue el incumplimiento de la selección de becarios con la "solidaridad regional" o concentración de colegiales de la misma región, especialmente de la diócesis de Calahorra en la primera mitad del siglo XVIII, y la "solidaridad familiar", por la que los parientes de los antiguos colegiales tenían más facilidades de acceso al Colegio. Los antiguos colegiales, ocupando los puestos de poder de la administración, se convertían en "hacedores" pues podían promocionar las carreras de los becarios presentes, y éstos les devolvían el favor aceptando en el Colegio a los descendientes de aquellos. Ya desde el siglo XVI empezó a formarse un grupo de dinastías de colegiales y cargos de la administración, por lo se ha calificado a los colegiales de Santa Cruz como "élite de poder".
Otra desviación de la vida colegial fue la desaparición en la práctica del límite de permanencia de ocho años. Seguros de encontrar una buena colocación tarde o temprano gracias a la red de solidaridades, los colegiales que acababan sus estudios y rebasaban los años de estancia se quedaban en el Colegio disfrutando de sus ventajas, por lo que se construyó un nuevo edificio como "hospedería" para ellos.
La distribución de las becas se fue modificando con el paso del tiempo a favor de las especialidades universitarias en Derecho, civil o canónico, pues eran las que permitían el acceso a los altos puestos de la justicia, la administración y la iglesia.

## Las reformas delsigloXVIII
El predominio de los colegiales en las cátedras de la Universidad (que conllevó tiranteces entre ambas instituciones) y el paso de aquellos a los altos puestos de la administración polisinodial de los Austrias fue combatido en el siglo XVIII por el nuevo estilo de gobierno de los Borbones, partidarios de un gobierno más centralizado, y que prefirieron confiar en los manteístas o universitarios que vestían manteo y no beca, es decir, los no colegiales. Los reinados de Carlos III y Carlos IV supusieron la paulatina reducción del poder e influencia de la élite colegial, mientras los Colegios fueron sometidos por los monarcas a varias reformas hasta la prohibición de adjudicar nuevas becas hacia 1793, lo que llevó al fin de estas instituciones y la incorporación de sus recursos económicos a la Corona en 1798.

## El largo paréntesis y la refundación
El retorno al absolutismo bajo Fernando VII contempló un intento de reactivar los Colegios Mayores, y Santa Cruz fue reabierto el 22 de diciembre de 1816, pero al final de la década de 1830 los colegios volvieron a clausurarse porque no lograron ni la autogestión de rentas propias ni el sólido establecimiento de antaño en el poder. El edificio del Colegio recibió varios usos, incluyendo el de palacio episcopal y el actual de sede del rector. Acabada la guerra civil surgió una iniciativa del rector Cayetano Mergelina y del profesor Gratiniano Nieto para refundar la antigua institución aprovechando el R.D. de 25 de agosto de 1926 que autorizaba la fórmula del Colegio Mayor aunque sin su autonomía original. El 19 de febrero de 1942 la Universidad de Valladolid creó en la antigua Hospedería el Colegio Mayor Felipe II, que cinco años después recuperó su nombre de Santa Cruz.

## El CMU Santa Cruz entre los siglosXXyXXI

### Las dos ramas del Colegio y los Estatutos
En 1981 se creó la rama femenina del Colegio Mayor Santa Cruz, abriendo así el acceso de la mujer a la institución centenaria. La rama masculina siguió ocupando el edificio de la antigua Hospedería de la calle Cardenal Mendoza, mientras que la femenina se instaló en el antiguo edificio de la Escuela Universitaria de Enfermería de la calle Real de Burgos, reformado para alojar a unas 130 residentes.
Este cambio tan importante generó la necesidad de redactar unos nuevos Estatutos que fueron aprobados por la Junta de Gobierno de la Universidad el 19 de junio de 1987, y que luego han sido modificados el 28 de junio de 1995, el 29 de mayo de 1998, el 15 de octubre de 2008 y el 19 de octubre de 2017. En este documento se contemplan la antigüedad de la institución y su título honorífico de "Muy Insigne", así como la función del Colegio como alojamiento oficial de los invitados de la Universidad de Valladolid. Como enlace entre las diferentes generaciones de colegiales antiguos y actuales se especifica la existencia de dos instituciones: el Patronato del Colegio y la Asociación de Antiguos Colegiales, ambas con funciones consultivas. Esta última se enmarca en el intento de preservar el contacto entre las personas que han vivido en la institución, pero ha conseguido un éxito limitado, al igual que iniciativas similares no oficiales.
El aspecto más característico de los Estatutos es la casi completa separación teórica entre las dos ramas del Colegio, que tienen al Director como única institución común. Cada rama toma las decisiones mediante la reunión de su propio Decano y su Consejo Colegial, tiene separada la mayor parte de su presupuesto y habita en un edificio aparte dotado de servicios completos independientes. Este modelo de organización separada ha funcionado en la práctica desde 1981 y ha generado cierto debate en la Universidad de Valladolid durante los primeros años del siglo XXI: algunos miembros de la comunidad universitaria han argumentado que se trata un sistema sexista que debería sustituirse por uno de convivencia mixta. 
A partir del curso académico 2023-2024, se ha llevado a cabo este cambio que establece ambas sedes como mixtas, en ambas cuales pueden alojarse colegiales y colegialas.

### Distintivos y honores
En los Estatutos se consigna también un aspecto importante para los miembros del Colegio Mayor: los distintivos y honores ordinarios y extraordinarios que corresponden a los colegiales y a las personas que sean galardonadas por la institución o por la Universidad de Valladolid:
- La insignia con el escudo del colegio, para los colegiales mayores.
- La beca roja, similar a la usada desde la fundación en el siglo XV, para los colegiales mayores con antigüedad de tres años o más.
- La orla de finalistas, lista de honor para los colegiales que terminan la carrera permaneciendo en el centro.
- Los premios "Diego de Muros" y "Juan de Marquina", que distinguen a los residentes que más hayan destacado por su participación en la vida colegial de las ramas masculina y femenina, respectivamente.
- La inscripción en la pared del colegio de un “Víctor Verde”, para premiar a aquel finalista que se haya distinguido especialmente por su simpatía y compañerismo.
- La inscripción de un “Víctor Rojo” para aquellos colegiales que obtengan un Premio Extraordinario de su titulación, que alcancen un doctorado o una cátedra de universidad, o que hayan destacado por relevantes méritos científicos o académicos; y para aquellas personas que sin pertenecer al Colegio sean proclamadas Colegiales de Honor.
- La "Cruz al mérito colegial" para los Colegiales Mayores que hayan destacado por especiales servicios al Colegio o por sus méritos en el campo de las letras, las artes o las ciencias.
- La "Gran Cruz" del Colegio, máxima distinción honorífica y académica a personas de extraordinaria importancia para el Colegio. El primer galardonado con este premio fue S.A.R. el Príncipe de Asturias D. Felipe de Borbón, en 1995.